# Миропільська паперова фабрика
Миропільська паперова фабрика (ТОВ «Миропільський папір») — підприємство целюлозно-паперової промисловості (штат робітників— понад 300 осіб) у смт. Миропіль, Романівського району, Житомирської області, станом на 2011 рік є провідним підприємством в районі.

## Історія
- Перша документальна згадка про Миропільську папірню відносять до 1832 року. Була власністю поміщика Чапського, орендував її Шапіро.

У 1881 році орендував Фреков та встановив першу папероворобну машину.
У 1904—1906 рр. фабрику орендував Дінісман, який встановив другу машину продуктивністю 250 пудів паперу за 12 годин.
У 1908 р. орендар Кастелян встановив третю машину продуктивністю 250 пудів паперу за 8 годин, який виготовляв із солом'яної напівмаси.
У листопаді 1920 року паперову фабрику Чапських було націоналізовано.
- У Радянські часи та й при незалежній Україні до 2005 року Миропільська паперова фабрика була третім найпотужнішим підприємством району після  Романівського та Биківського склозаводів за потужністю, прибутками та чисельністю працюючих.

## Сьогодення
- На сьогоднішній час на підприємстві працює понад 100 робітників. Фабрика є одним з провідних підприємств Романівського району.

## Основні види діяльності
- Виробництво паперу, картону та гофрокартону. Продукція збувається в Україні та за кордоном.

## Продукція
- Папір, картон та гофрокартон

## Адреса та контакти
- смт. Миропіль, Романівський район, Житомирська область, Україна.
- вулиця: Фабрична, 1
- індекс: 13033
- сайт: https://web.archive.org/web/20161003061406/https://mirpapir.com/